# Liste des monuments historiques protégés en 1953
Cet article recense les monuments historiques français classés ou inscrits en 1953.

## Protections
| Édifice                                                   | Commune                     | Département          | Région                     | Protection | Base Mérimée                         | Coordonnées                        | Image |
| --------------------------------------------------------- | --------------------------- | -------------------- | -------------------------- | ---------- | ------------------------------------ | ---------------------------------- | ----- |
| Enceinte                                                  | La Turbie                   | Alpes-Maritimes      | Provence-Alpes-Côte d'Azur | inscrit    | « PA00080892 », notice no PA00080892 |                                    |       |
| Immeuble de la rue Durandy                                | La Turbie                   | Alpes-Maritimes      | Provence-Alpes-Côte d'Azur | inscrit    | « PA00080894 », notice no PA00080894 | 43° 44′ 42″ nord, 7° 24′ 03″ est   |       |
| Immeuble de la rue des Poilus                             | La Turbie                   | Alpes-Maritimes      | Provence-Alpes-Côte d'Azur | inscrit    | « PA00080895 », notice no PA00080895 | 43° 44′ 44″ nord, 7° 24′ 03″ est   |       |
| Hôtel de Tourville                                        | Viviers                     | Ardèche              | Auvergne-Rhône-Alpes       | inscrit    | « PA00116863 », notice no PA00116863 | 44° 28′ 56″ nord, 4° 41′ 21″ est   |       |
| Amphithéâtre gallo-romain                                 | Narbonne                    | Aude                 | Occitanie                  | inscrit    | « PA00102788 », notice no PA00102788 | 43° 11′ 03″ nord, 3° 00′ 53″ est   |       |
| Tour de Cazaban                                           | Palaja                      | Aude                 | Occitanie                  | inscrit    | « PA00102848 », notice no PA00102848 | 43° 10′ 52″ nord, 2° 22′ 24″ est   |       |
| Maison                                                    | Strasbourg                  | Bas-Rhin             | Grand Est                  | inscrit    | « PA00085074 », notice no PA00085074 | 48° 34′ 48″ nord, 7° 44′ 55″ est   |       |
| Pavillon Vendôme                                          | Aix-en-Provence             | Bouches-du-Rhône     | Provence-Alpes-Côte d'Azur | classé     | « PA00081103 », notice no PA00081103 | 43° 31′ 52″ nord, 5° 26′ 32″ est   |       |
| Pavillon Trimont                                          | Aix-en-Provence             | Bouches-du-Rhône     | Provence-Alpes-Côte d'Azur | inscrit    | « PA00081102 », notice no PA00081102 | 43° 32′ 03″ nord, 5° 27′ 29″ est   |       |
| Vestiges archéologiques                                   | Arles                       | Bouches-du-Rhône     | Provence-Alpes-Côte d'Azur | inscrit    | « PA00081188 », notice no PA00081188 | 43° 40′ 52″ nord, 4° 37′ 25″ est   |       |
| Maison des Quatrans                                       | Caen                        | Calvados             | Normandie                  | classé     | « PA00111154 », notice no PA00111154 | 49° 11′ 05″ nord, 0° 21′ 45″ ouest |       |
| Église Saint-Pierre                                       | Saint-Pierre-du-Mont        | Calvados             | Normandie                  | inscrit    | « PA00111712 », notice no PA00111712 | 49° 23′ 21″ nord, 0° 58′ 51″ ouest |       |
| Château de Grisy                                          | Vendeuvre                   | Calvados             | Normandie                  | inscrit    | « PA00111785 », notice no PA00111785 | 49° 00′ 30″ nord, 0° 03′ 11″ ouest |       |
| Château de Victot                                         | Victot-Pontfol              | Calvados             | Normandie                  | classé     | « PA00111796 », notice no PA00111796 | 49° 09′ 59″ nord, 0° 00′ 57″ ouest |       |
| Maison des Fontanges                                      | Paulhenc                    | Cantal               | Auvergne-Rhône-Alpes       | classé     | « PA00093572 », notice no PA00093572 | 44° 53′ 20″ nord, 2° 49′ 01″ est   |       |
| Église Saint-Jacques de Conzac                            | Saint-Aulais-la-Chapelle    | Charente             | Nouvelle-Aquitaine         | classé     | « PA00104488 », notice no PA00104488 | 45° 27′ 01″ nord, 0° 01′ 51″ ouest |       |
| Église Saint-Pierre de Lozay                              | Lozay                       | Charente-Maritime    | Nouvelle-Aquitaine         | classé     | « PA00104784 », notice no PA00104784 | 46° 02′ 30″ nord, 0° 32′ 46″ ouest |       |
| Château de Benge                                          | Collonges-la-Rouge          | Corrèze              | Nouvelle-Aquitaine         | classé     | « PA00099964 », notice no PA00099964 | 45° 03′ 36″ nord, 1° 39′ 09″ est   |       |
| Site archéologique d'Alésia                               | Alise-Sainte-Reine          | Côte-d'Or            | Bourgogne-Franche-Comté    | classé     | « PA00112053 », notice no PA00112053 | 47° 32′ 20″ nord, 4° 30′ 07″ est   |       |
| Chapelle Notre-Dame de Hirel et croix près de la chapelle | Ruca                        | Côtes-d'Armor        | Bretagne                   | inscrit    | « PA00089575 », notice no PA00089575 | 48° 34′ 01″ nord, 2° 20′ 18″ ouest |       |
| Fontaines                                                 | Saint-Gilles-Pligeaux       | Côtes-d'Armor        | Bretagne                   | classé     | « PA00089623 », notice no PA00089623 | 48° 22′ 45″ nord, 3° 05′ 44″ ouest |       |
| Grotte de la Mouthe                                       | Les Eyzies-de-Tayac-Sireuil | Dordogne             | Nouvelle-Aquitaine         | classé     | « PA00082551 », notice no PA00082551 | 44° 55′ 29″ nord, 1° 01′ 14″ est   |       |
| Église Notre-Dame de la Nativité-de-la-Vierge de Sermaise | Sermaise                    | Essonne              | Île-de-France              | inscrit    | « PA00088018 », notice no PA00088018 | 48° 32′ 11″ nord, 2° 04′ 48″ est   |       |
| Église Saint-Pierre de Chéronvilliers                     | Chéronvilliers              | Eure                 | Normandie                  | inscrit    | « PA00099374 », notice no PA00099374 | 48° 47′ 21″ nord, 0° 44′ 25″ est   |       |
| Ancienne Église Notre-Dame du Mesnil-Hardray              | Le Mesnil-Hardray           | Eure                 | Normandie                  | inscrit    | « PA00099484 », notice no PA00099484 | 48° 56′ 08″ nord, 0° 59′ 23″ est   |       |
| Croix de Saint-Maclou                                     | Saint-Maclou                | Eure                 | Normandie                  | inscrit    | « PA00099556 », notice no PA00099556 | 49° 21′ 54″ nord, 0° 24′ 28″ est   |       |
| Église Saint-Maclou de Saint-Maclou                       | Saint-Maclou                | Eure                 | Normandie                  | inscrit    | « PA00099557 », notice no PA00099557 | 49° 21′ 54″ nord, 0° 24′ 29″ est   |       |
| Église Saint-Nicolas de Sébécourt                         | Sébécourt                   | Eure                 | Normandie                  | inscrit    | « PA00099573 », notice no PA00099573 | 48° 58′ 21″ nord, 0° 50′ 20″ est   |       |
| Hôtel de ville                                            | Châteaudun                  | Eure-et-Loir         | Centre-Val de Loire        | inscrit    | « PA00097030 », notice no PA00097030 | 48° 04′ 13″ nord, 1° 19′ 40″ est   |       |
| Immeuble                                                  | Châteaudun                  | Eure-et-Loir         | Centre-Val de Loire        | inscrit    | « PA00097034 », notice no PA00097034 | 48° 04′ 12″ nord, 1° 19′ 41″ est   |       |
| Immeuble                                                  | Châteaudun                  | Eure-et-Loir         | Centre-Val de Loire        | inscrit    | « PA00097040 », notice no PA00097040 | 48° 04′ 11″ nord, 1° 19′ 41″ est   |       |
| Immeuble                                                  | Châteaudun                  | Eure-et-Loir         | Centre-Val de Loire        | inscrit    | « PA00097047 », notice no PA00097047 | 48° 04′ 11″ nord, 1° 19′ 44″ est   |       |
| Immeuble                                                  | Châteaudun                  | Eure-et-Loir         | Centre-Val de Loire        | inscrit    | « PA00097057 », notice no PA00097057 | 48° 04′ 15″ nord, 1° 19′ 43″ est   |       |
| Immeuble                                                  | Châteaudun                  | Eure-et-Loir         | Centre-Val de Loire        | inscrit    | « PA00097058 », notice no PA00097058 | 48° 04′ 15″ nord, 1° 19′ 43″ est   |       |
| Immeuble                                                  | Châteaudun                  | Eure-et-Loir         | Centre-Val de Loire        | inscrit    | « PA00097071 », notice no PA00097071 | 48° 04′ 11″ nord, 1° 19′ 45″ est   |       |
| Immeuble                                                  | Châteaudun                  | Eure-et-Loir         | Centre-Val de Loire        | inscrit    | « PA00097073 », notice no PA00097073 | 48° 04′ 11″ nord, 1° 19′ 41″ est   |       |
| Immeuble                                                  | Châteaudun                  | Eure-et-Loir         | Centre-Val de Loire        | inscrit    | « PA00097041 », notice no PA00097041 | 48° 04′ 11″ nord, 1° 19′ 42″ est   |       |
| Immeuble                                                  | Châteaudun                  | Eure-et-Loir         | Centre-Val de Loire        | inscrit    | « PA00097042 », notice no PA00097042 | 48° 04′ 11″ nord, 1° 19′ 42″ est   |       |
| Immeuble                                                  | Châteaudun                  | Eure-et-Loir         | Centre-Val de Loire        | inscrit    | « PA00097050 », notice no PA00097050 | 48° 04′ 12″ nord, 1° 19′ 46″ est   |       |
| Immeuble                                                  | Châteaudun                  | Eure-et-Loir         | Centre-Val de Loire        | inscrit    | « PA00097052 », notice no PA00097052 | 48° 04′ 13″ nord, 1° 19′ 46″ est   |       |
| Immeuble                                                  | Châteaudun                  | Eure-et-Loir         | Centre-Val de Loire        | inscrit    | « PA00097053 », notice no PA00097053 | 48° 04′ 13″ nord, 1° 19′ 46″ est   |       |
| Immeuble                                                  | Châteaudun                  | Eure-et-Loir         | Centre-Val de Loire        | inscrit    | « PA00097054 », notice no PA00097054 | 48° 04′ 15″ nord, 1° 19′ 45″ est   |       |
| Immeuble                                                  | Châteaudun                  | Eure-et-Loir         | Centre-Val de Loire        | inscrit    | « PA00097069 », notice no PA00097069 | 48° 04′ 16″ nord, 1° 19′ 45″ est   |       |
| Immeuble                                                  | Châteaudun                  | Eure-et-Loir         | Centre-Val de Loire        | inscrit    | « PA00097072 », notice no PA00097072 | 48° 04′ 11″ nord, 1° 19′ 46″ est   |       |
| Immeuble                                                  | Châteaudun                  | Eure-et-Loir         | Centre-Val de Loire        | inscrit    | « PA00097031 », notice no PA00097031 | 48° 04′ 14″ nord, 1° 19′ 40″ est   |       |
| Immeuble                                                  | Châteaudun                  | Eure-et-Loir         | Centre-Val de Loire        | inscrit    | « PA00097032 », notice no PA00097032 | 48° 04′ 13″ nord, 1° 19′ 41″ est   |       |
| Immeuble                                                  | Châteaudun                  | Eure-et-Loir         | Centre-Val de Loire        | inscrit    | « PA00097035 », notice no PA00097035 | 48° 04′ 12″ nord, 1° 19′ 41″ est   |       |
| Immeuble                                                  | Châteaudun                  | Eure-et-Loir         | Centre-Val de Loire        | inscrit    | « PA00097038 », notice no PA00097038 | 48° 04′ 12″ nord, 1° 19′ 41″ est   |       |
| Immeuble                                                  | Châteaudun                  | Eure-et-Loir         | Centre-Val de Loire        | inscrit    | « PA00097043 », notice no PA00097043 | 48° 04′ 11″ nord, 1° 19′ 42″ est   |       |
| Immeuble                                                  | Châteaudun                  | Eure-et-Loir         | Centre-Val de Loire        | inscrit    | « PA00097046 », notice no PA00097046 | 48° 04′ 11″ nord, 1° 19′ 44″ est   |       |
| Immeuble                                                  | Châteaudun                  | Eure-et-Loir         | Centre-Val de Loire        | inscrit    | « PA00097055 », notice no PA00097055 | 48° 04′ 15″ nord, 1° 19′ 44″ est   |       |
| Immeuble                                                  | Châteaudun                  | Eure-et-Loir         | Centre-Val de Loire        | inscrit    | « PA00097060 », notice no PA00097060 | 48° 04′ 15″ nord, 1° 19′ 42″ est   |       |
| Immeuble                                                  | Châteaudun                  | Eure-et-Loir         | Centre-Val de Loire        | inscrit    | « PA00097061 », notice no PA00097061 | 48° 04′ 15″ nord, 1° 19′ 42″ est   |       |
| Immeuble                                                  | Châteaudun                  | Eure-et-Loir         | Centre-Val de Loire        | inscrit    | « PA00097062 », notice no PA00097062 | 48° 04′ 15″ nord, 1° 19′ 42″ est   |       |
| Immeuble                                                  | Châteaudun                  | Eure-et-Loir         | Centre-Val de Loire        | inscrit    | « PA00097065 », notice no PA00097065 | 48° 04′ 15″ nord, 1° 19′ 41″ est   |       |
| Immeuble                                                  | Châteaudun                  | Eure-et-Loir         | Centre-Val de Loire        | inscrit    | « PA00097036 », notice no PA00097036 | 48° 04′ 12″ nord, 1° 19′ 41″ est   |       |
| Immeuble                                                  | Châteaudun                  | Eure-et-Loir         | Centre-Val de Loire        | inscrit    | « PA00097037 », notice no PA00097037 | 48° 04′ 12″ nord, 1° 19′ 41″ est   |       |
| Immeuble                                                  | Châteaudun                  | Eure-et-Loir         | Centre-Val de Loire        | inscrit    | « PA00097039 », notice no PA00097039 | 48° 04′ 11″ nord, 1° 19′ 41″ est   |       |
| Immeuble                                                  | Châteaudun                  | Eure-et-Loir         | Centre-Val de Loire        | inscrit    | « PA00097048 », notice no PA00097048 | 48° 04′ 11″ nord, 1° 19′ 45″ est   |       |
| Immeuble                                                  | Châteaudun                  | Eure-et-Loir         | Centre-Val de Loire        | inscrit    | « PA00097051 », notice no PA00097051 | 48° 04′ 12″ nord, 1° 19′ 46″ est   |       |
| Immeuble                                                  | Châteaudun                  | Eure-et-Loir         | Centre-Val de Loire        | inscrit    | « PA00097056 », notice no PA00097056 | 48° 04′ 15″ nord, 1° 19′ 43″ est   |       |
| Immeuble                                                  | Châteaudun                  | Eure-et-Loir         | Centre-Val de Loire        | inscrit    | « PA00097059 », notice no PA00097059 | 48° 04′ 15″ nord, 1° 19′ 43″ est   |       |
| Immeuble                                                  | Châteaudun                  | Eure-et-Loir         | Centre-Val de Loire        | inscrit    | « PA00097064 », notice no PA00097064 | 48° 04′ 15″ nord, 1° 19′ 41″ est   |       |
| Immeuble                                                  | Châteaudun                  | Eure-et-Loir         | Centre-Val de Loire        | inscrit    | « PA00097066 », notice no PA00097066 | 48° 04′ 15″ nord, 1° 19′ 40″ est   |       |
| Immeuble                                                  | Châteaudun                  | Eure-et-Loir         | Centre-Val de Loire        | inscrit    | « PA00097067 », notice no PA00097067 | 48° 04′ 15″ nord, 1° 19′ 44″ est   |       |
| Immeuble                                                  | Châteaudun                  | Eure-et-Loir         | Centre-Val de Loire        | inscrit    | « PA00097068 », notice no PA00097068 | 48° 04′ 16″ nord, 1° 19′ 44″ est   |       |
| Immeuble                                                  | Châteaudun                  | Eure-et-Loir         | Centre-Val de Loire        | inscrit    | « PA00097033 », notice no PA00097033 | 48° 04′ 13″ nord, 1° 19′ 41″ est   |       |
| Immeuble                                                  | Châteaudun                  | Eure-et-Loir         | Centre-Val de Loire        | inscrit    | « PA00097044 », notice no PA00097044 | 48° 04′ 11″ nord, 1° 19′ 43″ est   |       |
| Immeuble                                                  | Châteaudun                  | Eure-et-Loir         | Centre-Val de Loire        | inscrit    | « PA00097045 », notice no PA00097045 | 48° 04′ 11″ nord, 1° 19′ 43″ est   |       |
| Immeuble                                                  | Châteaudun                  | Eure-et-Loir         | Centre-Val de Loire        | inscrit    | « PA00097049 », notice no PA00097049 | 48° 04′ 11″ nord, 1° 19′ 46″ est   |       |
| Immeuble                                                  | Châteaudun                  | Eure-et-Loir         | Centre-Val de Loire        | inscrit    | « PA00097063 », notice no PA00097063 | 48° 04′ 15″ nord, 1° 19′ 42″ est   |       |
| Immeuble                                                  | Châteaudun                  | Eure-et-Loir         | Centre-Val de Loire        | inscrit    | « PA00097070 », notice no PA00097070 | 48° 04′ 11″ nord, 1° 19′ 46″ est   |       |
| Église Saint-Aignan de Fontaine-les-Ribouts               | Fontaine-les-Ribouts        | Eure-et-Loir         | Centre-Val de Loire        | inscrit    | « PA00097110 », notice no PA00097110 | 48° 39′ 16″ nord, 1° 15′ 16″ est   |       |
| Maison                                                    | Le Faou                     | Finistère            | Bretagne                   | inscrit    | « PA00089943 », notice no PA00089943 | 48° 17′ 41″ nord, 4° 10′ 47″ ouest |       |
| Immeuble (point de vue sur les flèches de la cathédrale)  | Quimper                     | Finistère            | Bretagne                   | inscrit    | « PA00090358 », notice no PA00090358 | 47° 59′ 39″ nord, 4° 06′ 09″ ouest |       |
| Immeuble (point de vue sur les flèches de la cathédrale)  | Quimper                     | Finistère            | Bretagne                   | inscrit    | « PA00090360 », notice no PA00090360 | 47° 59′ 39″ nord, 4° 06′ 09″ ouest |       |
| Camp gaulois de Kercaradec                                | Quimper                     | Finistère            | Bretagne                   | inscrit    | « PA00090321 », notice no PA00090321 | 47° 59′ 14″ nord, 4° 08′ 53″ ouest |       |
| Immeuble (point de vue sur les flèches de la cathédrale)  | Quimper                     | Finistère            | Bretagne                   | inscrit    | « PA00090359 », notice no PA00090359 | 47° 59′ 38″ nord, 4° 06′ 09″ ouest |       |
| Allée couverte de Kerantiec                               | Renac                       | Finistère            | Bretagne                   | classé     | « PA00090396 », notice no PA00090396 | 47° 49′ 01″ nord, 3° 43′ 23″ ouest |       |
| Grotte du Pas-de-Joulié                                   | Trèves                      | Gard                 | Occitanie                  | classé     | « PA00103247 », notice no PA00103247 | 44° 04′ 45″ nord, 3° 24′ 03″ est   |       |
| Église Saint-Martin d'Haux                                | Haux                        | Gironde              | Nouvelle-Aquitaine         | classé     | « PA00083571 », notice no PA00083571 | 44° 44′ 07″ nord, 0° 22′ 17″ ouest |       |
| Croix de Gratens                                          | Gratens                     | Haute-Garonne        | Occitanie                  | inscrit    | « PA00094347 », notice no PA00094347 | 43° 19′ 19″ nord, 1° 06′ 52″ est   |       |
| Église Saint-Martin                                       | Portet-sur-Garonne          | Haute-Garonne        | Occitanie                  | inscrit    | « PA00094428 », notice no PA00094428 | 43° 31′ 20″ nord, 1° 24′ 25″ est   |       |
| Église Saint-Martin de Sajas                              | Sajas                       | Haute-Garonne        | Occitanie                  | inscrit    | « PA00094481 », notice no PA00094481 | 43° 22′ 36″ nord, 1° 01′ 10″ est   |       |
| Grotte de Tibiran-Jaunac                                  | Tibiran-Jaunac              | Hautes-Pyrénées      | Occitanie                  | classé     | « PA00095433 », notice no PA00095433 | 43° 03′ 21″ nord, 0° 32′ 29″ est   |       |
| Église Sainte Marie-Madeleine de Nézignan-l'Évêque        | Nézignan-l'Évêque           | Hérault              | Occitanie                  | inscrit    | « PA00103614 », notice no PA00103614 | 43° 25′ 19″ nord, 3° 24′ 20″ est   |       |
| Abbaye de Cassan                                          | Roujan                      | Hérault              | Occitanie                  | inscrit    | « PA00103685 », notice no PA00103685 | 43° 30′ 35″ nord, 3° 17′ 17″ est   |       |
| Prieuré Saint-Michel de Grandmont                         | Saint-Privat                | Hérault              | Occitanie                  | inscrit    | « PA00103713 », notice no PA00103713 | 43° 44′ 03″ nord, 3° 22′ 11″ est   |       |
| Château                                                   | Fougères                    | Ille-et-Vilaine      | Bretagne                   | classé     | « PA00090557 », notice no PA00090557 | 48° 21′ 13″ nord, 1° 12′ 34″ ouest |       |
| Église Notre-Dame de Crouzilles                           | Crouzilles                  | Indre-et-Loire       | Centre-Val de Loire        | inscrit    | « PA00097732 », notice no PA00097732 | 47° 07′ 27″ nord, 0° 27′ 35″ est   |       |
| Château de la Grillière                                   | Faye-la-Vineuse             | Indre-et-Loire       | Centre-Val de Loire        | inscrit    | « PA00097749 », notice no PA00097749 | 46° 56′ 44″ nord, 0° 21′ 04″ est   |       |
| Église Saint-Symphorien de Nazelles-Négron                | Nazelles-Négron             | Indre-et-Loire       | Centre-Val de Loire        | inscrit    | « PA00097886 », notice no PA00097886 | 47° 24′ 44″ nord, 0° 57′ 18″ est   |       |
| Chapelle de Tous-les-Saints de Preuilly-sur-Claise        | Preuilly-sur-Claise         | Indre-et-Loire       | Centre-Val de Loire        | inscrit    | « PA00097921 », notice no PA00097921 | 46° 51′ 25″ nord, 0° 55′ 28″ est   |       |
| Château d'Angé                                            | Angé                        | Loir-et-Cher         | Centre-Val de Loire        | inscrit    | « PA00098317 », notice no PA00098317 | 47° 19′ 21″ nord, 1° 14′ 42″ est   |       |
| Abbaye et château de l'Étoile                             | Authon                      | Loir-et-Cher         | Centre-Val de Loire        | inscrit    | « PA00098326 », notice no PA00098326 | 47° 37′ 26″ nord, 0° 53′ 17″ est   |       |
| Château du Plessis-Fortia                                 | Huisseau-en-Beauce          | Loir-et-Cher         | Centre-Val de Loire        | inscrit    | « PA00098449 », notice no PA00098449 | 47° 42′ 39″ nord, 1° 00′ 19″ est   |       |
| Aqueduc romain de Divona                                  | Vers                        | Lot                  | Occitanie                  | inscrit    | « PA00095280 », notice no PA00095280 | 44° 28′ 56″ nord, 1° 33′ 02″ est   |       |
| Manoir du Bout du Pont                                    | Agnac                       | Lot-et-Garonne       | Nouvelle-Aquitaine         | classé     | « PA00084057 », notice no PA00084057 | 44° 38′ 39″ nord, 0° 20′ 36″ est   |       |
| Tour de l'Horloge                                         | Duras                       | Lot-et-Garonne       | Nouvelle-Aquitaine         | inscrit    | « PA00084108 », notice no PA00084108 | 44° 40′ 33″ nord, 0° 10′ 59″ est   |       |
| Château de Fals                                           | Fals                        | Lot-et-Garonne       | Nouvelle-Aquitaine         | inscrit    | « PA00084114 », notice no PA00084114 | 44° 05′ 34″ nord, 0° 40′ 26″ est   |       |
| Église Notre-Dame de Frespech                             | Frespech                    | Lot-et-Garonne       | Nouvelle-Aquitaine         | classé     | « PA00084128 », notice no PA00084128 | 44° 18′ 39″ nord, 0° 49′ 30″ est   |       |
| Château de Boumois                                        | Gennes-Val-de-Loire         | Maine-et-Loire       | Pays de la Loire           | classé     | « PA00109276 », notice no PA00109276 | 47° 18′ 30″ nord, 0° 07′ 48″ ouest |       |
| Église Saint-Manvieu                                      | Marchésieux                 | Manche               | Normandie                  | classé     | « PA00110444 », notice no PA00110444 | 49° 11′ 15″ nord, 1° 17′ 22″ ouest |       |
| Maison                                                    | Reims                       | Marne                | Grand Est                  | classé     | « PA00078818 », notice no PA00078818 | 49° 15′ 22″ nord, 4° 02′ 02″ est   |       |
| Ancienne Douane                                           | Reims                       | Marne                | Grand Est                  | classé     | « PA00078805 », notice no PA00078805 | 49° 15′ 29″ nord, 4° 01′ 54″ est   |       |
| Immeuble                                                  | Reims                       | Marne                | Grand Est                  | classé     | « PA00078810 », notice no PA00078810 | 49° 15′ 21″ nord, 4° 02′ 04″ est   |       |
| Immeuble                                                  | Reims                       | Marne                | Grand Est                  | classé     | « PA00078809 », notice no PA00078809 | 49° 15′ 21″ nord, 4° 02′ 03″ est   |       |
| Hôtel des postes                                          | Reims                       | Marne                | Grand Est                  | classé     | « PA00078794 », notice no PA00078794 | 49° 15′ 20″ nord, 4° 02′ 05″ est   |       |
| Immeuble                                                  | Reims                       | Marne                | Grand Est                  | classé     | « PA00078802 », notice no PA00078802 | 49° 15′ 19″ nord, 4° 02′ 01″ est   |       |
| Immeuble                                                  | Reims                       | Marne                | Grand Est                  | classé     | « PA00078815 », notice no PA00078815 | 49° 15′ 21″ nord, 4° 02′ 01″ est   |       |
| Église Notre-Dame d'Ambrières-les-Vallées                 | Ambrières-les-Vallées       | Mayenne              | Pays de la Loire           | inscrit    | « PA00109454 », notice no PA00109454 | 48° 24′ 07″ nord, 0° 37′ 34″ ouest |       |
| Pierre de l'Horloge                                       | Saint-Saturnin-du-Limet     | Mayenne              | Pays de la Loire           | inscrit    | « PA00109608 », notice no PA00109608 | 47° 48′ 00″ nord, 1° 02′ 52″ ouest |       |
| Château de Vaucouleurs                                    | Vaucouleurs                 | Meuse                | Grand Est                  | inscrit    | « PA00106647 », notice no PA00106647 | 48° 36′ 07″ nord, 5° 39′ 51″ est   |       |
| Fortin de Port-Maria                                      | Locmaria                    | Morbihan             | Bretagne                   | classé     | « PA00091377 », notice no PA00091377 | 47° 17′ 39″ nord, 3° 04′ 38″ ouest |       |
| Château des Rohan                                         | Pontivy                     | Morbihan             | Bretagne                   | classé     | « PA00091568 », notice no PA00091568 | 48° 04′ 13″ nord, 2° 57′ 49″ ouest |       |
| Chapelle du Dieu-de-Pitié de Cousolre                     | Cousolre                    | Nord                 | Hauts-de-France            | inscrit    | « PA00107441 », notice no PA00107441 | 50° 14′ 43″ nord, 4° 09′ 06″ est   |       |
| Prieuré de Goult                                          | La Lande-de-Goult           | Orne                 | Normandie                  | classé     | « PA00110833 », notice no PA00110833 | 48° 36′ 20″ nord, 0° 03′ 52″ ouest |       |
| Hôtel de Bassompierre                                     | 3e arrondissement de Paris  | Paris                | Île-de-France              | inscrit    | « PA00086124 », notice no PA00086124 | 48° 51′ 23″ nord, 2° 21′ 55″ est   |       |
| Hôtel Le Lièvre de la Grange                              | 3e arrondissement de Paris  | Paris                | Île-de-France              | inscrit    | « PA00086141 », notice no PA00086141 | 48° 51′ 39″ nord, 2° 21′ 25″ est   |       |
| Hôtel de Châtillon                                        | 4e arrondissement de Paris  | Paris                | Île-de-France              | inscrit    | « PA00086281 », notice no PA00086281 | 48° 51′ 18″ nord, 2° 21′ 59″ est   |       |
| Hôtel Coulanges                                           | 4e arrondissement de Paris  | Paris                | Île-de-France              | inscrit    | « PA00086286 », notice no PA00086286 | 48° 51′ 18″ nord, 2° 21′ 54″ est   |       |
| Hôtel de Chabannes                                        | 4e arrondissement de Paris  | Paris                | Île-de-France              | inscrit    | « PA00086466 », notice no PA00086466 | 48° 51′ 22″ nord, 2° 21′ 52″ est   |       |
| Hôtel de Montmorin                                        | 4e arrondissement de Paris  | Paris                | Île-de-France              | inscrit    | « PA00086307 », notice no PA00086307 | 48° 51′ 18″ nord, 2° 21′ 53″ est   |       |
| Hôtel Marchand                                            | 4e arrondissement de Paris  | Paris                | Île-de-France              | inscrit    | « PA00086303 », notice no PA00086303 | 48° 51′ 21″ nord, 2° 21′ 52″ est   |       |
| Hôtel de Sully                                            | 4e arrondissement de Paris  | Paris                | Île-de-France              | classé     | « PA00086310 », notice no PA00086310 | 48° 51′ 16″ nord, 2° 21′ 50″ est   |       |
| Hôtel d'Asfeldt                                           | 4e arrondissement de Paris  | Paris                | Île-de-France              | inscrit    | « PA00086274 », notice no PA00086274 | 48° 51′ 20″ nord, 2° 22′ 00″ est   |       |
| Abbaye Saint-Germain-des-Prés                             | 6e arrondissement de Paris  | Paris                | Île-de-France              | inscrit    | « PA00088489 », notice no PA00088489 | 48° 51′ 14″ nord, 2° 20′ 04″ est   |       |
| Grottes d'Isturits, d'Oxocelhaya et d'Erberua             | Isturits                    | Pyrénées-Atlantiques | Nouvelle-Aquitaine         | classé     | « PA00084408 », notice no PA00084408 | 43° 21′ 11″ nord, 1° 12′ 22″ ouest |       |
| Château de Maÿtie                                         | Mauléon-Licharre            | Pyrénées-Atlantiques | Nouvelle-Aquitaine         | classé     | « PA00084443 », notice no PA00084443 | 43° 13′ 11″ nord, 0° 53′ 26″ ouest |       |
| Grotte Sasisiloaga                                        | Ossas-Suhare                | Pyrénées-Atlantiques | Nouvelle-Aquitaine         | classé     | « PA00084480 », notice no PA00084480 | 43° 07′ 40″ nord, 0° 55′ 51″ ouest |       |
| Maison natale de Charles Bernadotte                       | Pau                         | Pyrénées-Atlantiques | Nouvelle-Aquitaine         | classé     | « PA00084487 », notice no PA00084487 | 43° 17′ 50″ nord, 0° 22′ 21″ ouest |       |
| Grottes d'Isturits, d'Oxocelhaya et d'Erberua             | Saint-Martin-d'Arberoue     | Pyrénées-Atlantiques | Nouvelle-Aquitaine         | classé     | « PA00084511 », notice no PA00084511 | 43° 21′ 11″ nord, 1° 12′ 22″ ouest |       |
| Monolithes de Broye                                       | Broye                       | Saône-et-Loire       | Bourgogne-Franche-Comté    | inscrit    | « PA00113138 », notice no PA00113138 | 46° 52′ 39″ nord, 4° 20′ 19″ est   |       |
| Abri de la Gorge-aux-Loups                                | Fontainebleau               | Seine-et-Marne       | Île-de-France              | classé     | « PA00086968 », notice no PA00086968 | 48° 21′ 38″ nord, 2° 42′ 19″ est   |       |
| Abri du Croc-Marin                                        | Fontainebleau               | Seine-et-Marne       | Île-de-France              | classé     | « PA00086967 », notice no PA00086967 | 48° 21′ 10″ nord, 2° 44′ 58″ est   |       |
| Abri de Larchant                                          | Larchant                    | Seine-et-Marne       | Île-de-France              | classé     | « PA00087052 », notice no PA00087052 | 48° 18′ 25″ nord, 2° 35′ 18″ est   |       |
| Abris de la Ségognole                                     | Noisy-sur-École             | Seine-et-Marne       | Île-de-France              | classé     | « PA00087177 », notice no PA00087177 | 48° 23′ 18″ nord, 2° 31′ 29″ est   |       |
| Maisons                                                   | Rouen                       | Seine-Maritime       | Normandie                  | inscrit    | « PA00100966 », notice no PA00100966 | 49° 26′ 28″ nord, 1° 04′ 58″ est   |       |
| Maison                                                    | Rouen                       | Seine-Maritime       | Normandie                  | inscrit    | « PA00100968 », notice no PA00100968 | 49° 26′ 26″ nord, 1° 05′ 03″ est   |       |
| Maison                                                    | Rouen                       | Seine-Maritime       | Normandie                  | inscrit    | « PA00100969 », notice no PA00100969 | 49° 26′ 26″ nord, 1° 05′ 02″ est   |       |
| Maison                                                    | Rouen                       | Seine-Maritime       | Normandie                  | inscrit    | « PA00100967 », notice no PA00100967 | 49° 26′ 25″ nord, 1° 05′ 03″ est   |       |
| Immeuble                                                  | Rouen                       | Seine-Maritime       | Normandie                  | inscrit    | « PA00100867 », notice no PA00100867 | 49° 26′ 41″ nord, 1° 05′ 49″ est   |       |
| Hôtel                                                     | Rouen                       | Seine-Maritime       | Normandie                  | inscrit    | « PA00100855 », notice no PA00100855 | 49° 26′ 38″ nord, 1° 05′ 10″ est   |       |
| Hôtel                                                     | Rouen                       | Seine-Maritime       | Normandie                  | inscrit    | « PA00100857 », notice no PA00100857 | 49° 26′ 39″ nord, 1° 05′ 09″ est   |       |
| Hôtel                                                     | Rouen                       | Seine-Maritime       | Normandie                  | inscrit    | « PA00100853 », notice no PA00100853 | 49° 26′ 38″ nord, 1° 05′ 12″ est   |       |
| Hôtel                                                     | Rouen                       | Seine-Maritime       | Normandie                  | inscrit    | « PA00100854 », notice no PA00100854 | 49° 26′ 38″ nord, 1° 05′ 10″ est   |       |
| Hôtel                                                     | Rouen                       | Seine-Maritime       | Normandie                  | inscrit    | « PA00100858 », notice no PA00100858 | 49° 26′ 38″ nord, 1° 05′ 13″ est   |       |
| Maison                                                    | Rouen                       | Seine-Maritime       | Normandie                  | inscrit    | « PA00100970 », notice no PA00100970 | 49° 26′ 26″ nord, 1° 05′ 01″ est   |       |
| Maison                                                    | Rouen                       | Seine-Maritime       | Normandie                  | inscrit    | « PA00101005 », notice no PA00101005 | 49° 26′ 34″ nord, 1° 05′ 16″ est   |       |
| Cathédrale Saint-Benoît de Castres                        | Castres                     | Tarn                 | Occitanie                  | classé     | « PA00095507 », notice no PA00095507 | 43° 36′ 15″ nord, 2° 14′ 30″ est   |       |
| Croix de Fraissines                                       | Fraissines                  | Tarn                 | Occitanie                  | classé     | « PA00095555 », notice no PA00095555 | 43° 57′ 56″ nord, 2° 30′ 56″ est   |       |
| Grotte de la Magdeleine                                   | Penne                       | Tarn                 | Occitanie                  | classé     | « PA00095617 », notice no PA00095617 | 44° 04′ 26″ nord, 1° 42′ 01″ est   |       |
| Église Saint-Martin de Moissac                            | Moissac                     | Tarn-et-Garonne      | Occitanie                  | classé     | « PA00095787 », notice no PA00095787 | 44° 06′ 06″ nord, 1° 04′ 31″ est   |       |
| Chapelle Sainte-Marguerite d'Hodent                       | Hodent                      | Val-d'Oise           | Île-de-France              | inscrit    | « PA00080093 », notice no PA00080093 | 49° 08′ 43″ nord, 1° 46′ 05″ est   |       |
| Tour d'Espagne                                            | Avignon                     | Vaucluse             | Provence-Alpes-Côte d'Azur | inscrit    | « PA00081951 », notice no PA00081951 | 43° 56′ 22″ nord, 4° 52′ 00″ est   |       |
| Château du Fou                                            | Vouneuil-sur-Vienne         | Vienne               | Nouvelle-Aquitaine         | classé     | « PA00105784 », notice no PA00105784 | 46° 43′ 12″ nord, 0° 30′ 34″ est   |       |
| Chapelle de la Cordelle                                   | Vézelay                     | Yonne                | Bourgogne-Franche-Comté    | classé     | « PA00113929 », notice no PA00113929 | 47° 28′ 11″ nord, 3° 45′ 01″ est   |       |
| Aqueduc de Louveciennes                                   | Louveciennes                | Yvelines             | Île-de-France              | classé     | « PA00087477 », notice no PA00087477 | 48° 51′ 42″ nord, 2° 06′ 30″ est   |       |
| Église Saint-Symphorien                                   | Versailles                  | Yvelines             | Île-de-France              | inscrit    | « PA00087688 », notice no PA00087688 | 48° 48′ 16″ nord, 2° 08′ 47″ est   |       |